# Ozawa Maria
Ozawa Maria (小澤 マリア, おざわ マリア) còn được biết tới với tên Miyabi (みやび) (sinh vào ngày 8 tháng 1 năm 1986), là cựu nữ diễn viên kiêm thần tượng AV nổi tiếng người Nhật Bản.

## Tiểu sử
Ozawa Maria sinh ra tại Hokkaidō, Nhật Bản. Mẹ cô là người Nhật và bố là người Canada. Cô theo học tại Trường Quốc tế Hokkaido và được nhận xét là có năng khiếu về tiếng Anh hơn là tiếng Nhật. Ozawa chơi hockey đều đặn mỗi ngày và thường đi hát karaoke sau giờ học. Cô thừa nhận có quan hệ tình dục từ năm 13 tuổi với bạn trai vào đúng ngày sinh nhật cô và đã thực hiện 48 tư thế quan hệ từ một quyển sách mà cô có được.
Năm 2002, khi vừa tròn 16 tuổi, Ozawa lần đầu xuất hiện trong 1 đoạn phim quảng cáo dài 30 giây cho thương hiệu socola DARS cùng với 2 thành viên của nhóm nhạc KinKi Kids của Nhật Bản. Ozawa đóng cảnh lén trao socola cho một người trong khi đang nắm tay người còn lại.

### 2005 - 2007: Khởi đầu
Ozawa bắt đầu xem những đĩa phim người lớn (AV) từ những đĩa phim cô mượn từ một người bạn của anh trai. Không giống như hầu hết các nữ diễn viên khác được tuyển chọn, Ozawa được bạn cũng đóng phim AV giới thiệu đến với ngành công nghiệp tình dục. Cô bắt đầu làm mẫu với cái tên Miyabi trên trang web khiêu dâm Shirouto-Teien.com vào tháng 6 năm 2005 với vài bộ ảnh và một phim ngắn khiêu dâm hạng nặng gonza ra mắt ở cả định dạng CD-R và DVD-R.
Sau đó cô ký hợp đồng với hãng phim S1 No. 1 Style, chuyên sản xuất những phim AV hạng nặng. Vào 7 tháng 10 năm 2005, cô lần đầu tiên cho ra mắt phim New Face – Number One Style (新人xギリモザ ナンバーワンスタイル), đạo diễn bởi Hideto Aki. Ozawa nhớ lại rằng cô đã quá hồi hộp khi lần đầu tiên quay phim AV đến nỗi không dám nhìn vào mặt bạn diễn Arnel Estoesta.

## Gia đình
Một người bạn của Ozawa đã cố gắng ngăn cản cô ngay từ khi bắt đầu làm việc trong ngành công nhiệp AV. Gia đình cũng như bạn bè của Ozawa luôn phản đối gay gắt con đường cô lựa chọn. Khi Ozawa mang đĩa phim mình đóng về cho gia đình trong nhà xem, mọi người đã khinh bỉ và đuổi Ozawa ra khỏi nhà.
Ngay khi những tấm hình của Ozawa được đăng tải trên trang web khiêu dâm Shirouto Teien, cha mẹ cô đã vô cùng giận dữ. Mẹ Ozawa đã tát cô rất mạnh khi về nhà khiến cô phải bật khóc. Họ không đồng tình với cách kiếm tiền này. Thậm chí, mẹ Ozawa đã mắng cô là gái điếm. Gia đình tuyên bố sẽ từ mặt cô nếu Ozawa không dừng lại và chọn cho mình một con đường kiếm sống khác. Nhưng Ozawa đã quá quen với cuộc sống xa xỉ và cách sống kiếm tiền nhanh chóng, dễ dãi ấy và không chịu từ bỏ.
Kết quả là, cha mẹ Ozawa kiên quyết cắt đứt quan hệ và từ chối nhận những đồng tiền Ozawa gửi về. Họ chấp nhận từ con để bảo toàn danh dự gia đình và dòng họ, để mỗi dịp lễ còn được bước chân vào đền thờ của dòng họ. Mọi liên lạc với Ozawa đều bị gia đình cắt đứt. Họ nói với hàng xóm rằng cô con gái của mình "đã chết trong một vụ tai nạn giao thông". Ozawa không được phép về thăm nhà, mọi cuộc điện thoại gọi về nhà đều bị từ chối. Ozawa sống cô đơn ở Tokyo và không còn liên lạc với người thân.
Giống như Ozawa, hàng ngàn diễn viên phim người lớn Nhật đã bị mắc kẹt trong ngành công nghiệp phim sex và không thể có trở lại cuộc sống yên ổn, nhất là khi họ bị người thân hoặc bạn bè nhận ra là đã từng đóng phim người lớn. Dù nổi tiếng và được nhiều người biết tới, song những chương trình Tivi mà các diễn viên phim sex tham gia lại chỉ được phát vào đêm khuya (dù với nội dung thông thường), cho thấy xã hội Nhật Bản vẫn có sự cấm kị với họ. Một khi đã hết thời hoàng kim (vốn chỉ kéo dài vài năm), các diễn viên phim người lớn như Ozawa sẽ họ sẽ bị công ty đào thải không thương tiếc. Họ dần bị ghẻ lạnh và quên lãng, chỉ còn lại cho họ sự hổ thẹn với người thân, cộng đồng và nỗi lo thất nghiệp. Ngành công nghiệp tình dục của Nhật Bản là lớn hàng đầu trên thế giới, nhưng rõ ràng là rất nguy hiểm để tham gia vào.
Về phía mình, sau một thời gian, Ozawa cũng dần cảm nhận được sự khắc nghiệt đó của công nghiệp phim sex Nhật Bản, vốn được mệnh danh là "máy nghiền thiếu nữ". Dù tiếp tục tham gia đóng phim người lớn, nhưng Ozawa từng trả lời phỏng vấn rằng: nếu một người bạn của cô tỏ ý muốn tham gia đóng phim người lớn, cô sẽ khuyên người đó ngừng lại.

## Giải nghệ
Năm 2014, Ozawa giải nghệ và sang Philippines sinh sống.
Trò chuyện trong chương trình Headstart của đài ANC, Maria Ozawa nói về thái độ của khán giả dành cho những diễn viên phim sex: "Ở Nhật Bản, luôn có một ranh giới giữa phim chính thống và phim người lớn. Khán giả có thể tung hô bạn khi bạn xuất hiện trên màn ảnh với những hình ảnh trần trụi, nhưng ngay sau đó, họ coi bạn như rác rưởi, họ khinh rẻ và không tôn trọng bạn". Khi mới tham gia đóng phim khiêu dâm ở tuổi teen, cô suy nghĩ rất đơn giản: "Tôi đã nghĩ rằng khi mình nổi tiếng, người ta sẽ đối đãi tôi bằng sự tôn trọng, nhưng thực sự thì không có điều đó".
Maria Ozawa nói đây chính là nguyên nhân và động lực khiến cô quyết định rút lui khỏi làng phim khiêu dâm Nhật sau 10 năm và sang sống tại Philippines. Maria nói: "Tôi sẽ không trở lại Nhật Bản nữa. Ở Nhật Bản, bạn không tìm thấy tình yêu thương thực sự, công việc luôn là ưu tiên số một, bạn có thể phải bỏ tất cả vì công việc. Ở đây thì ngược lại, gia đình là trên hết. Ban đầu tôi thấy điều này khá xa lạ, vì nó khác với những gì tôi trải qua".

## Các bộ phim

### Phim người lớn

#### Video gốc
| Tựa đề | Công ty/ID                        | Đạo diễn                            | Ngày phát hành       | Ghi chú                                                                     |
| --- | --------------------------------- | ----------------------------------- | -------------------- | --------------------------------------------------------------------------- |
| New Face – Number One Style 新人xギリモザ ナンバーワンスタイル | S1 ONED-268                       | Aki Hideto                          | 7 tháng 10 năm 2005  | Phim ra mắt                                                                 |
| Beautiful Pako Pako 美しきパコパコ | S1 ONED-302                       | Kingdom                             | 19 tháng 11 năm 2005 |                                                                             |
| Temptation Erotic Fuck 誘惑エロティックFUCK | S1 ONED-312                       | Aki Hideto                          | 7 tháng 12 năm 2005  |                                                                             |
| Barely There Mosaic ギリギリモザイク | S1 ONED-343                       | Iggy Coen                           | 19 tháng 1 năm 2006  |                                                                             |
| Sex on the Beach – Southern Island Pako Pako! SEX ON THE BEACH～南の島でパコパコ！                                                                                  | S1 ONED-364                       | Aki Hideto                          | 19 tháng 2 năm 2006  |                                                                             |
| 6 Costume Pako Pako! ６つのコスチュームでパコパコ！ | S1 ONED-384                       | Iggy Coen                           | 19 tháng 3 năm 2006  |                                                                             |
| Lewd Flesh 淫らな肉体 | S1 ONED-409                       | [JO]STYLE                           | 19 tháng 4 năm 2006  |                                                                             |
| Beautiful Sex – Maria Ozawa キレイナセックス 小澤マリア Gravure video                                                                                               | Consent CON-004                   |                                     | 11 tháng 5 năm 2006  |                                                                             |
| Let's Do It At School ♥ 学校でセックスしよっ♥ | S1 ONED-439                       | Iggy Coen                           | 19 tháng 5 năm 2006  |                                                                             |
| W Barely There Mosaic Wギリギリモザイク Co-starring: Manami Amamiya                                                                                                 | S1 ONED-450                       | [JO]STYLE                           | 7 tháng 6 năm 2006   |                                                                             |
| Endless Bako Bako 5 無限バコバコ5 | S1 ONED-485                       | Iggy Coen                           | 19 tháng 7 năm 2006  |                                                                             |
| Naked Venus – Maria Ozawa ネイキッドビーナス 小澤マリア Gravure video                                                                                               | TJCA-10005                        |                                     | 21 tháng 7 năm 2006  |                                                                             |
| Barely There Mosaic – 6 Performances ギリギリモザイク６本番 | S1 ONED-515                       | Uno Toraji                          | 19 tháng 8 năm 2006  |                                                                             |
| The Main Purpose of Special Delusional Bathhouse 妄想的特殊浴場 本指名                                                                                              | S1 ONED-545                       | Aki Hideto                          | 19 tháng 9 năm 2006  |                                                                             |
| Promiscuous Bako Bako 16 バコバコ乱交16 | S1 ONED-558                       | Hifumi Tatsuwo                      | 7 tháng 10 năm 2006  |                                                                             |
| Share a 24 Hours Full of Sex với Maria! マリアとの共同生活は24時間セックスざんまい！                                                                                | S1 ONED-609                       | Flagman                             | 19 tháng 11 năm 2006 |                                                                             |
| New Nude 05 – Maria Ozawa ｎｅｗ ＮＵＤＥ０５ 小澤マリア Gravure video                                                                                              | SFN-05                            |                                     | 23 tháng 11 năm 2006 |                                                                             |
| Obscene Nymphomaniac 5 イヤラしい痴女5 | S1 ONED-624                       | Kohaku Midori                       | 7 tháng 12 năm 2006  |                                                                             |
| Hyper X – Barely There Mosaic ハイパー×ギリギリモザイク | S1 ONED-662                       | Kohaku Midori                       | 19 tháng 1 năm 2007  |                                                                             |
| Pako Pako với Civil Aviation Flight Attendant パコパコ航空 CA 小澤マリア                                                                                            | S1 ONED-686                       | Ekimoto                             | 19 tháng 2 năm 2007  |                                                                             |
| Beautiful Eurasian News Anchor Maria Ozawa Desiring Nakadashi Rape 憧れの美人ハーフ女子アナ中出しレイプ 小澤マリア                                                  | Dasdas DASD-002                   | 城乃和泉                            | 25 tháng 4 năm 2007  |                                                                             |
| Popular Fashion Model Maria Ozawa Nakadashi Raped for 20 Consecutive Times! 人気ファッションモデル小澤マリア２０連発中出し！                                        | Dasdas DASD-005                   | Hokusai                             | 25 tháng 5 năm 2007  |                                                                             |
| Maria Ozawa Painful Orgasm Endless Shiofuki 悶絶アクメ無制限潮吹き 小澤マリア                                                                                       | Dasdas DASD-010                   | Ekimoto                             | 25 tháng 6 năm 2007  |                                                                             |
| Juicy Honey - Maria Ozawa ジューシーハニー/小澤マリア Gravure video                                                                                                 | Juicy Honey JYH-0002              |                                     | 28 tháng 6 năm 2007  |                                                                             |
| kira☆kira Special Gangbang☆3Mix Maria Ozawa, Reina Matsushima, Naomi Serizawa kira☆kira SPECIAL GANGBANG☆3MIX 小澤マリア、松嶋れいな、芹沢直美                      | kira☆kira KISD-003                |                                     | 25 tháng 7 năm 2007  |                                                                             |
| Urine Bukkake on Beautiful Eurasian English Teacher Maria Ozawa Nakadashi Raped for 20 Consecutive Times! 小便ぶっかけ 美人ハーフ英語女教師小澤マリア20連発中出し！ | Dasdas DASD-021                   | Hokusai                             | 25 tháng 8 năm 2007  |                                                                             |
| Nakadashi Raped for 100 Consecutive Times! 100連発で中に出す！ Co-starring: Anri Suzuki                                                                             | Dasdas DASD-026                   | Hokusai                             | 25 tháng 9 năm 2007  |                                                                             |
| Anal Slave Enema Spray! アナル奴隷浣腸噴射！小澤マリア | Dasdas DASD-031                   | Hokusai                             | 25 tháng 10 năm 2007 |                                                                             |
| Anal Sex Real Nakadashi 肛門性交生中出し 小澤マリア | Dasdas AVGL-017                   | Hokusai                             | 1 tháng 12 năm 2007  |                                                                             |
| The Lady Panther Vol. 6 女怪盗 女豹6 爆弾を抱いて眠れ Co-starring: Moe Aizawa, Hikari Hino                                                                          | Attackers SSPD-047                | Sakamoto Yuji                       | 7 tháng 1 năm 2008   |                                                                             |
| Venus NUDE:FILE2 Gravure video Co-starring: Kaede Matsushima, Rino Konno & Shihori Inamori                                                                          | Forever FSVN-02                   |                                     | 15 tháng 1 năm 2008  |                                                                             |
| Maria Ozawa - Female Ninja Rape Ninjutsu Notebook くノ一凌辱忍法帳 碧眼のマリア 狂い堕ちた修羅姫                                                                    | Attackers RBD-104                 | [JO]STYLE                           | 7 tháng 2 năm 2008   |                                                                             |
| Restraint Chair Legend Maria Ozawa 拘束椅子Legend 小澤マリア | Dogma DDT-178                     | Tohjiro                             | 19 tháng 3 năm 2008  |                                                                             |
| Fallen Urine-Drinking Pig Idol 落ちぶれた飲尿メス豚アイドル | Dasdas DASD-050                   | Hokusai                             | 25 tháng 4 năm 2008  |                                                                             |
| Multiple Black Rape 黒人輪姦 | Dasdas DASD-052                   | Hokusai                             | 25 tháng 5 năm 2008  |                                                                             |
| When You Thrust Inside Me - Maria Ozawa 中にあたるとクネクネしちゃうの。 小澤マリア                                                                                 | Ran Maru TYOD-008                 |                                     | 19 tháng 7 năm 2008  |                                                                             |
| X Time (Ecstasy) 16 Maria Ozawa X時間（エクスタシー） 16 小澤マリア Gravure video                                                                                   | Goma Books GBIL-0827              |                                     | 25 tháng 7 năm 2008  |                                                                             |
| W Cast Premium Lesbian 小澤マリア&三浦亜沙妃 W Cast Premium lesbian Co-starring: Asahi Miura                                                                        | LadyxLady Lady-061                | Himeno Kaori                        | 21 tháng 8 năm 2008  |                                                                             |
| American School Girl - AMSC 11 Maria Ozawa アメスク 11 小澤マリア                                                                                                   | Prestige XND-011                  |                                     | 22 tháng 8 năm 2008  |                                                                             |
| E-Body Maria Ozawa E-BODY 小澤マリア | E-Body EBOD-038                   |                                     | 13 tháng 9 năm 2008  |                                                                             |
| Tora-Tora Platinum Vol.49 Maria Ozawa | Tora-Tora-Tora TRP-049            |                                     | 26 tháng 9 năm 2008  | Uncensored (Không che)                                                      |
| Nasty Body Hard Fuck淫乱BODYハードFUCK 小澤マリア | Moodyz Diva MIDD-441              | Tatsuya Aoki                        | 31 tháng 10 năm 2008 |                                                                             |
| Oral VenusおしゃぶりVENUS | M's Video Group AVGL-111          |                                     | 22 tháng 11 năm 2008 | Đồng diễn: Erika Sato & Reina Matsushima                                    |
| Dream Woman DXドリームウーマンDX | Moodyz AVGL-142                   | Alala Kurosawa                      | 22 tháng 11 năm 2008 | Đồng diễn: Ryou Takamiya & Natsumi Horiguchi                                |
| Member's Soap | One Piece Entertainment OPD-021   |                                     | 28 tháng 11 năm 2008 | Uncensored (Không che)                                                      |
| Meath Note Vol. 15 | One Piece Entertainment OPD-022   |                                     | 28 tháng 11 năm 2008 | Uncensored (Không che)                                                      |
| Lewd Office Secretary Maria Ozawaあこがれの秘書マリアはいつも汁ダクにオマ○コ濡らしているド淫乱痴女だった。 小澤マリア                                               | Momotaro Exclusive SEND-168       |                                     | 7 tháng 12 năm 2008  |                                                                             |
| Tora-Tora Platinum Vol.52 Maria Ozawa | Tora-Tora-Tora TRP-052            |                                     | 31 tháng 12 năm 2008 | Uncensored (Không che)                                                      |
| Swimsuit Lovers Maria Ozawa競泳水着 LOVERS 小澤マリア | TMA Mizuiro MIZ-003               |                                     | 23 tháng 1 năm 2009  |                                                                             |
| Shemale Orgy Gangbang Rape集団ニューハーフ輪姦乱交レイプ小澤マリア                                                                                                  | DAS DASD-063                      | Hokusai                             | 25 tháng 1 năm 2009  | Đồng diễn: Miruku Aima, Sena Arisawa & Ayaka                                |
| Immoral Teacher 2極上おしゃぶり学園2 Immoral Teacher | Moodyz Real MIRD-055              | [Jo]Style                           | 2 tháng 2 năm 2009   | Đồng diễn: Anri Suzuki & ＠YOU (あっとゆー)                                 |
| Tora-Tora Platinum Vol.55 Maria Ozawa | Tora-Tora-Tora TRP-055            |                                     | 26 tháng 2 năm 2009  | Uncensored (Không che)                                                      |
| Elegant QueenElegant Queen 小川あさ美 青木玲 小澤マリア 真田春香 | Moodyz Real MIRD-057              | [Jo]Style                           | 1 tháng 3 năm 2009   | Đồng diễn: Asami Ogawa, Rei Aoki & Haruka Sanada                            |
| Monster Swallowing Ecstasy Maria Ozawa 触獣丸呑みアクメ 小澤マリア                                                                                                  | SOD SDMS-681                      | Kin Ishikawa                        | 19 tháng 3 năm 2009  |                                                                             |
| THE BEST OF CAST SUPER STARSTHE BEST OF CAST SUPER STARS☆FANTASTIC大乱交                                                                                            | kira☆kira KISD-026                |                                     | 19 tháng 4 năm 2009  | Đồng diễn: Yuuna Mizumoto, Sho Nishino & Nao                                |
| Voluptuous Woman Doctor Maria Ozawa 艶女医 小澤マリア | Moodyz Diva MIDD-500              | HiroA                               | 13 tháng 5 năm 2009  |                                                                             |
| Deep - Maria OzawaDeep 小澤マリア | Shinoda SNYD-048                  |                                     | 25 tháng 5 năm 2009  |                                                                             |
| Sky Angel Vol.87: Maria Ozawa | Sky High SKY-132                  |                                     | 26 tháng 5 năm 2009  | Uncensored (Không che)                                                      |
| Female Teacher Irrumatio女教師・イラマチオ 小澤マリア | Waap Entertainment Encore CEN-013 | Kogorou Kindaichi (金田一小五郎)    | 5 tháng 6 năm 2009   |                                                                             |
| Fashion Model Maria(23)モデルin… [脅迫スイートルーム] | Dream Ticket VDD-036              | Takuan                              | 15 tháng 6 năm 2009  |                                                                             |
| Magic Mirror Reverse Nanpaマジックミラー号 逆ナンパ 激烈ボディ 横浜みなとみらい編                                                                                   | Deep's DVDES-192                  | Stephen Sotaberg                    | 18 tháng 6 năm 2009  | với Yuka Osawa, Natsumi Horiguchi & Risa Tsukino                            |
| Hell, Man-Killing Oil 3男殺油地獄 3 小澤マリア・高坂保奈美 | Real Works EMU-050                |                                     | 19 tháng 6 năm 2009  | với Honami Takasaka                                                         |
| Restraint Chair Lesbian拘束椅子Lbian 大沢佑香 小澤マリア | Dogma DDT-235                     | TOHJIRO                             | 19 tháng 6 năm 2009  | với Yuka Osawa                                                              |
| In Backアナル快感伝道師 小澤マリア | Waap Entertainment Cobra ECB-036  | K*WEST                              | 5 tháng 7 năm 2009   |                                                                             |
| Tokyo A・GE・HA 05 | Glay'z G-Street GST-007           |                                     | 17 tháng 7 năm 2009  |                                                                             |
| Irama Lady - Maria Ozawa Deep Throat 4 Consecutive Timesイラマレディ 4連続イラマチオ＆ガチンコSEX 小澤マリア                                                        | Dogma DDT-240                     | TOHJIRO                             | 19 tháng 7 năm 2009  |                                                                             |
| The Geisha | Rookie RKI-029                    | Kitorune Kawaguchi                  | 19 tháng 7 năm 2009  | với Mao Kaede & Satsuki Aoyama                                              |
| Non Stop Orgasm - Portio EndorphinNON STOP ORGASM ポルチオエンドルフィン                                                                                            | Crystal-Eizou e-Kiss EKDV-048     | Meo Sakamoto                        | 24 tháng 7 năm 2009  |                                                                             |
| Anthology #072雌女ANTHOLOGY ＃072 | Audaz Plus PSD-371                | Miyoshi Rusher (ラッシャーみよし)   | 7 tháng 8 năm 2009   |                                                                             |
| VIP STAR STAGE 11 | Crystal-Eizou Five Star VIS-011   | Mr. Crown                           | 7 tháng 8 năm 2009   |                                                                             |
| Milky Sports Maria Ozawaみるスポ！ 小澤マリア | Milky Prin PMS-146                |                                     | 7 tháng 8 năm 2009   |                                                                             |
| Sky Angel Blue Vol.20 | Sky High SKYHD-020 (Blu-ray)      |                                     | 12 tháng 8 năm 2009  | Uncensored (Không che) với Koyuki Hara                                      |
| Red Hot Jam Vol. 104 (Maria Ozawa) | Red Hot RHJ-104                   |                                     | 21 tháng 8 năm 2009  | Uncensored (Không che)                                                      |
| Drug Investigator - Yakuzuke Vaginal Convulsions麻薬捜査官 ヤク漬け膣痙攣 小澤マリア                                                                                | IEnergy IESP-505                  | Taizo                               | 5 tháng 9 năm 2009   |                                                                             |
| Sky Angel Blue Vol. 22 Maria Ozawa | Sky High SKYHD-022 (Blu-ray)      |                                     | 8 tháng 9 năm 2009   | Uncensored (Không che) với Karen                                            |
| Healing Vol. 63癒らし。 VOL.63 | Audaz Plus PSD-376                | Yū Ōta (大田優)                     | 18 tháng 9 năm 2009  |                                                                             |
| Maria Ozawa in Soapland小澤マリアのソープしちゃうぞ | Crystal-Eizou e-Kiss EKDV-056     | Yukihiko Shimamura                  | 18 tháng 9 năm 2009  |                                                                             |
| Onanie Paranoiaオナニー・パラノイア | Dogma DDK-038                     | Normal Kim                          | 19 tháng 9 năm 2009  |                                                                             |
| Torture với Sperm 2 / Gouman Samen 2拷問ザーメン2 極悪62発マニアックス！                                                                                            | Sadistic Village SVDVD-128        | Newkazzzy Kazama (ニューカジー風間) | 8 tháng 10 năm 2009  |                                                                             |
| G★STYLE 7 | Crystal-Eizou e-Kiss EKDV-059     |                                     | 9 tháng 10 năm 2009  |                                                                             |
| Honey Pot 05 MARIA | Revival HP-005                    |                                     | 27 tháng 10 năm 2009 |                                                                             |
| Come to My Room Maria Ozawaうちにおいでよ 小澤マリア | Wanz Factory WNZS-117             | Big John                            | 1 tháng 11 năm 2009  |                                                                             |
| Rape! Super High-Class Public Whore Maria Ozawa陵辱！超高級公衆肉便器 小澤マリア                                                                                    | Sadistic Village SVDVD-135        | Newkazzzy Kazama                    | 5 tháng 11 năm 2009  |                                                                             |
| Glamorous Venus Fuck | Milky Prin PMP-107                |                                     | 19 tháng 11 năm 2009 |                                                                             |
| Oma's School Girl Juice Co Vol.2女子校生のオマ○コ汁 VOL.2 | Office K's / K's Works DKSW-194   |                                     | 4 tháng 12 năm 2009  | với Yuuna Wakatsuki, Ruru Ogawa, Sayaka Tsuji & Kokomi Naruse               |
| Licking Handjob舐めらか手コキ | Office K's / K's Works DOKS-107   | Mr.BOO                              | 4 tháng 12 năm 2009  | với Sayaka Tsuji, Rei Yuuki & Kokomi Naruse                                 |
| Female Announcer Facial Cumshot!女子アナに顔射！ | Rocket RCT-168                    | Uzumaki Sasaki                      | 5 tháng 12 năm 2009  | với Maki Hojo, Rui Saotome & Tsubomi                                        |
| Pro Wrestling LesbiansTHE ガチンコプロレズ番外編 2 | Sadistic Village SVDVD-136        | Tsujigiri                           | 5 tháng 12 năm 2009  | với Haruka Sanada                                                           |
| FUCK-1 Japan Grand PrixFUCK-1 日本グランプリ | SOD SDMS-993                      | Masahiro Kasahara                   | 21 tháng 1 năm 2010  | với Suzuka Ishikawa, Kokomi Naruse, Yuri Aine, Kana Miura & Manami Momosaki |
| Double-Headed Dildo Zubozuboshikoshikoonani双頭ディルドでズボズボシコシコオナニー                                                                                   | Office K's DOKS-116               | Ko Maboroshi (マボロシ子)           | 22 tháng 1 năm 2010  | với Moe Kurosaki, Misa Sakura, Sāya Hazuki & Sayaka Tsuji                   |
| I Am the Invisible Man! Part 9僕は透明人間！ パート9 | V&R Products VSPDS-476            |                                     | 4 tháng 3 năm 2010   | với COCO@ & Riona Kazami                                                    |
| Beautiful Mature Woman Oral Cleansing 4美熟女お掃除フェラ 4 | Office K's DOKS-120               | Gorō☆Kōenji (高円寺☆ゴロー)         | 5 tháng 3 năm 2010   | với Azusa Kirihara, Mirei Yokoyama, Yuria Tachiki & Hino Hikari             |
| Slave Town Chapter 2奴隷街 第二章 | Attackers Ryubaku RBD-187         | Shinichi Kawamura                   | 7 tháng 3 năm 2010   | với Serina Hayakawa & Mirei                                                 |
| Super High Class King Game超高級王様ゲーム | SOD SDMT-039                      | Sabbath Horinaka                    | 18 tháng 3 năm 2010  | với Yui Hatano, Akari Satsuki, Rio Hamasaki & Yuka Osawa                    |
| Queen of Bukkake Nakadashi Gang Rape女王様ブッカケ中出し輪姦ザーメン塗れの元S女                                                                                     | Cross CRPD-344                    | Dragon Nishikawa                    | 19 tháng 4 năm 2010  |                                                                             |
| Glamorous Sexグラマラスセックス 小澤マリア | Wanz Factory WNZS-165             |                                     | 15 tháng 6 năm 2011  |                                                                             |

#### Video biên tập
| Tựa đề[9] | Công ty/ID              | Ngày phát hành        | Ghi ch                                                            |
| --- | ----------------------- | --------------------- | ----------------------------------------------------------------- |
| S1 Girls Collection / 2005.05-2005.12み～んなでパコパコしよっ2 | S1ONSD-009              | 7 tháng 4 năm 2006    |                                                                   |
| S1 Girls Collection / 2005.01-2005.12S1ガールズコレクション S級痴女が犯してあげる                                                                                       | S1 ONSD-010             | 7 tháng 4 năm 2006    | 18 diễn viên nữ                                                   |
| S1 Girls Collection - Big Breast Beauties 4 Hours!美巨乳ボインボイン4時間！                                                                                             | S1 ONSD-011             | 19 tháng 4 năm 2006   |                                                                   |
| S1 Girls Collection / 2004.11-2005.10S1 ’04.11～’05.10全281タイトル 5時間まとめてドーンッ！！                                                                           | S1 ONSD-013             | 7 tháng 5 năm 2006    |                                                                   |
| On the Beachみんなでパコパコ ON THE BEACH | S1 ONSD-017             | 7 tháng 6 năm 2006    | 6 diễn viên nữ                                                    |
| S1 Girls Collection - Best of Rideing positionバコバコ騎乗位4時間！ | S1 ONSD-019             | 19 tháng 6 năm 2006   |                                                                   |
| S1 Girls Collection - Beautiful Legs 4 Hours美脚美女の挑発FUCK4時間！                                                                                                   | S1 ONSD-022             | 7 tháng 7 năm 2006    | 14 diễn viên nữ                                                   |
| S1 Girls Collection - Best of Complete Restraintギリギリモザイク 完全拘束イカセ4時間                                                                                    | S1 ONSD-023             | 19 tháng 7 năm 2006   | 15 diễn viên nữ                                                   |
| Hyper – Barely There Mosaicハイパーギリギリモザイク | S1 ONSD-028             | 7 tháng 8 năm 2006    | với Yua Aida, Yuma Asami, Sora Aoi and Honoka 2006 AV Open winner |
| S1 Girls Collection / 2005.07-2006.02S1ガールズコレクション ウブなセックスたっぷり見せちゃうぞ♥2                                                                        | S1 ONSD-029             | 19 tháng 8 năm 2006   |                                                                   |
| S1 Girls Collection / 2004.11-2006.03抜き挿しクッキリ！ドアップ結合部たっぷり4時間！                                                                                    | S1 ONSD-033             | 7 tháng 9 năm 2006    | 40 diễn viên nữ                                                   |
| S1 Girls Collection - Best of Costume Play100コスチュームでパコパコ4時間！                                                                                              | S1 ONSD-034             | 7 tháng 9 năm 2006    | 50 diễn viên nữ                                                   |
| S1 Girls Collection - 21 Girls Collection / 3P Pakopako3Pパコパコ4時間！前から！後ろから！突かれまくりスペシャル！！                                                    | S1 ONSD-037             | 19 tháng 9 năm 2006   | 12 diễn viên nữ                                                   |
| S1 Dream Collection – Super S-class Idols 4 Hours! 1S1ドリームコレクション スーパーS級アイドル4時間！1                                                                  | S1 ONSD-039             | 7 tháng 10 năm 2006   | với Yua Aida, Yuma Asami, Sora Aoi and Honoka                     |
| S1 Girls Collection / 2005.11-2006.05S1ガールズコレクション S1女学院♥み～んなでパコパコ学園祭！2                                                                        | S1 ONSD-040             | 7 tháng 10 năm 2006   |                                                                   |
| S1 Girls Collection - Big Breast Beauties 4 Hours! 2美巨乳ボインボイン4時間！ 2                                                                                         | S1 ONSD-043             | 19 tháng 10 năm 2006  |                                                                   |
| S1 Girls Collection / 2005.09-2006.06オチンチン大好き い～っぱいフェラチオしてあげる 2                                                                                  | S1 ONSD-049             | 19 tháng 11 năm 2006  | 20 diễn viên nữ                                                   |
| S1 Girls Collection / 2005.09-2006.06 - Shiofuki 25 in Successionビッチャビチャ潮吹き大洪水25連発！                                                                     | S1 ONSD-051             | 7 tháng 12 năm 2006   | 25 diễn viên nữ                                                   |
| S1 Girls Collection - Best of Large Ejaculation SexS級女優23人！大絶叫バコバコ4時間                                                                                     | S1 ONSD-052             | 7 tháng 12 năm 2006   | 23 diễn viên nữ                                                   |
| Maria Ozawa Collection 1小澤マリア COLLECTION1 | S1 ONSD-056             | 7 tháng 1 năm 2007    |                                                                   |
| S1 11.2005-11.2006 - All 382 in 7 HoursS1 ’05.11～’06.11全382タイトル 7時間まとめてドーンッ！！                                                                         | S1 ONSD-057             | 7 tháng 1 năm 2007    | 68 diễn viên nữ                                                   |
| S1 Girls Collection / 2006.03-2006.09 - Bath House発射無制限 妄想的特殊大浴場2                                                                                          | S1 ONSD-058             | 7 tháng 1 năm 2007    | 14 diễn viên nữ                                                   |
| S1 Girls Collection - Best of No.1 Style Fuck!ナンバーワンスタイルFUCK4時間！                                                                                           | S1 ONSD-062             | 7 tháng 2 năm 2007    |                                                                   |
| S1 Girls Collection / 2006.01-2006.11S級痴女が犯してあげる 2 | S1 ONSD-065             | 19 tháng 2 năm 2007   |                                                                   |
| S1 Dream Collection – 2nd Anniversary Commemoration Special Ver. – Super S Class Idols 8 Hours!S1ドリームコレクション2周年記念スペシャルVer. スーパーS級アイドル8時間！ | S1 ONSD-066             | 19 tháng 2 năm 2007   |                                                                   |
| S1 Girls Collection - Cleaning-Fellatio最後の一滴まで欲しいの お掃除フェラ4時間                                                                                         | S1 ONSD-071             | 19 tháng 3 năm 2007   |                                                                   |
| S1 Girls Collection - S1 Girls School FestivalS1女学院 み～んなでパコパコ学園祭！ 3                                                                                     | S1 ONSD-073             | 7 tháng 4 năm 2007    |                                                                   |
| S1 Girls Collection - Sperma-ShowerS級女優24人に一撃！ものすごい顔射4時間                                                                                               | S1 ONSD-075             | 7 tháng 4 năm 2007    |                                                                   |
| S1 Girls Collection - Best of Complete Restraint 2完全拘束イカセ4時間！2                                                                                                | S1 ONSD-076             | 19 tháng 4 năm 2007   |                                                                   |
| S1 Girls Collection / 2004.11-2007.02S級女優100人！手コキ100連発4時間                                                                                                   | S1 ONSD-077             | 19 tháng 4 năm 2007   |                                                                   |
| S1 Girls Collection - Beautiful Anal 4 HoursS級女優24人！シワまで丸見え！美アナルたっぷり4時間                                                                          | S1 ONSD-078             | 19 tháng 4 năm 2007   |                                                                   |
| S1 Girls Collection - Hyper GiriGiri Mosaic 4 Hoursハイパーギリギリモザイク4時間！                                                                                      | S1 ONSD-080             | 7 tháng 5 năm 2007    |                                                                   |
| Dream Collection S Class Actresses 2S級女優4時間 夢の大共演スペシャル 2                                                                                                 | S1 ONSD-085             | 19 tháng 5 năm 2007   | 26 diễn viên nữ                                                   |
| S1 Girls Collection / 2004.12-2007.03S級痴女が犯してあげる 3 | S1 ONSD-095             | 7 tháng 7 năm 2007    |                                                                   |
| S1 Girls Collection - Best of Stark Naked FuckS級女優20人！絶品ボディで全裸FUCK4時間                                                                                    | S1 ONSD-107             | 7 tháng 8 năm 2007    |                                                                   |
| S1 Dream Collection Super S Class Idol 4 Hours 2S1ドリームコレクション スーパーS級アイドル4時間！2                                                                      | S1 ONSD-108             | 19 tháng 8 năm 2007   | 8 diễn viên nữ                                                    |
| S1 Girls History 2006.01.07-2006.03.19S1ガールズヒストリー 完全保存版S1期間限定作品集！                                                                                 | S1 ONSD-113             | 7 tháng 9 năm 2007    |                                                                   |
| S1 Girls Collection - 26 S Class Idols 4 Hour SpecialS級女優26人！ギリギリモザイク4時間スペシャル！                                                                     | S1 ONSD-125             | 7 tháng 10 năm 2007   |                                                                   |
| 100 Shoot Inside Non-Stop!100連発中出し！ | DAS DAZD-001            | 25 tháng 10 năm 2007  | 5 diễn viên nữ                                                    |
| S1 Girls History 2006.04.07-2006.06.19S1ガールズヒストリー 完全保存版S1期間限定作品集！ 2                                                                               | S1 ONSD-137             | 19 tháng 11 năm 2007  |                                                                   |
| "Das" 2007 4-9 - 30 All Titles Perfect Collectionダスッ！総集編4時間 | DAS DAZD-002            | tháng 11 25, 2007     |                                                                   |
| S1 Girls Collection - Best of Full Fellatioチンポがいっぱい！複数フェラ4時間                                                                                            | S1 ONSD-147             | tháng 12 năm 19, 2007 |                                                                   |
| S1 Golden FestivalS1 GOLDEN FESTIVAL7時間 | S1 ONSD-149             | tháng 12 năm 19, 2007 |                                                                   |
| 100 Continuous Shiofuki!100連発潮吹き！ | DAS DAZD-003            | tháng 12 25, 2007     | 7 diễn viên nữ                                                    |
| S1 Girls Collection - Best of No.1 Style Fuck! 3ナンバーワンスタイルFUCK4時間！ 3                                                                                       | S1 ONSD-155             | 19 tháng 1 năm 2008   |                                                                   |
| kira☆kira BEST SUPER☆MODEL☆COLLECTION | kira☆kira KIBD-007      | 25 tháng 1 năm 2008   | 10 diễn viên nữ                                                   |
| Nakadashi Rape 4 Hours!強姦中出し4時間！ | DAS DAZD-004            | 25 tháng 1 năm 2008   | 5 diễn viên nữ                                                    |
| S1 Girls Collection Special 2004.11-2007.11S1 3周年！ 24時間868タイトルまとめてドーンッ！！                                                                             | S1 ONSD-161             | 7 tháng 2 năm 2008    |                                                                   |
| S1 Girls Collection / 2006.05-2007.10S1女学院 み～んなでパコパコ学園祭！ 5                                                                                              | S1 ONSD-163             | 7 tháng 2 năm 2008    |                                                                   |
| kira☆kiraGALS☆ Collectionkira☆kiraGALS☆集団乱交4時間 | kira☆kira KIBD-009      | 19 tháng 2 năm 2008   | 20 diễn viên nữ                                                   |
| Slave File Vol. 1ダスッ！奴隷FILE vol.1 | DAS DAZD-005            | 25 tháng 2 năm 2008   | 3 diễn viên nữ                                                    |
| kira☆kira BEST Hard Riding Style 50 Gals 4 Hourskira☆kira BEST 激振り騎乗位50人4時間                                                                                    | kira☆kira KIBD-010      | 19 tháng 3 năm 2008   |                                                                   |
| kira☆kira BEST 2007kira☆kira BEST2007 下半期総集編 | kira☆kira KIBD-012      | 19 tháng 4 năm 2008   | 44 diễn viên nữ                                                   |
| "Das" 1st Anniversary - 49 All Titles Perfect Collection1周年記念！ダスッ！総集編8時間                                                                                  | DAS DAZD-007            | 25 tháng 4 năm 2008   |                                                                   |
| kira☆kira BEST Blow Job 50 Gals 4 Hourskira☆kira BEST フェラチオ50連発4時間                                                                                             | kira☆kira KIBD-013      | 19 tháng 5 năm 2008   |                                                                   |
| Oral Rape! Fiery Irrumatio 4 Hours犯せ口マンコ！激烈イラマチオ4時間 | DAS DAZD-008            | 25 tháng 5 năm 2008   |                                                                   |
| S1 Girls Collection - Amazing PuruPuru Hips 4 Hours! 3ものすごい美尻4時間！ 3                                                                                           | S1 ONSD-201             | 7 tháng 6 năm 2008    | 10 diễn viên nữ                                                   |
| kira☆kira BEST Deep Inside Style 50 Gals 4 Hourskira☆kira BEST 挿入部UP50連発4時間                                                                                      | kira☆kira KIBD-015      | 19 tháng 6 năm 2008   |                                                                   |
| Fainting in Agony Acme Collection 4 Hoursイカセ地獄！悶絶アクメ4時間 | DAS DAZD-009            | 25 tháng 6 năm 2008   | 12 diễn viên nữ                                                   |
| Best Collection Golden Showers 4 Hours放尿飲尿浴尿4時間！小便まみれのメス豚たち                                                                                         | DAS DAZD-010            | 25 tháng 6 năm 2008   | 5 diễn viên nữ                                                    |
| S1 Girls Collection - The Best of Outdoor Sexもぅ我慢できない！ここでエッチしよっ                                                                                       | S1 ONSD-210             | 7 tháng 7 năm 2008    |                                                                   |
| kira☆kira Gals Collection 2007 kira☆kiraGALS☆COLLECTION2007 完全総集編                                                                                                  | kira☆kira KIBD-017      | 19 tháng 7 năm 2008   | 66 diễn viên nữ                                                   |
| Depth Charged Fuck Best Collection 8 Hours誰のかわからぬ子種で孕め！連続中出し8時間                                                                                     | DAS DAZD-011            | 25 tháng 7 năm 2008   |                                                                   |
| kira☆kira Gals Female Ejaculation Fifty Gals Four Hours kira☆kiraGALS☆ビショ濡れ潮吹き50選4時間                                                                         | kira☆kira KIBD-019      | 19 tháng 8 năm 2008   |                                                                   |
| Raped Working Ladys Best Collection 4 Hours勤務中に犯せ！働く女達を強姦4時間                                                                                            | DAS DAZD-012            | 25 tháng 8 năm 2008   |                                                                   |
| The First Half of 2008 "DAS" Best Collection2008年上半期！総集編8時間                                                                                                   | DAS DAZD-013            | 25 tháng 9 năm 2008   |                                                                   |
| Woman Who Receives Stinky Semen By Face and Is Drowned顔面受精した女達！臭いザーメンで溺れてしまえ！                                                                    | DAS DAZD-014            | 25 tháng 10 năm 2008  |                                                                   |
| The QUEEN of DAS! | DAS AVGL-128            | 22 tháng 11 năm 2008  |                                                                   |
| Brutal Gang Rape Best Collection 4 Hours輪姦されたS級美女たち 鬼畜レイプ凌辱4時間                                                                                       | DAS DAZD-016            | 25 tháng 11 năm 2008  | 8 diễn viên nữ                                                    |
| Enema Clyster Large Jet Best Collection 4 HoursS級女優の肛門凌辱！浣腸大噴射4時間                                                                                       | DAS DAZD-017            | 25 tháng 11 năm 2008  | 4 diễn viên nữ                                                    |
| "DAS" Best Hit Collection 8 Hours「 ベストヒットダスッ！8時間 」 ダスッ！                                                                                               | DAS DAZD-018            | 25 tháng 12 năm 2008  | 14 diễn viên nữ                                                   |
| American Style High School 3 Girls - ASHS 04「 コスプレモード女子校生 04                                                                                                | Lustrous VGD-098        | 10 tháng 1 năm 2009   |                                                                   |
| LadyxLady 2 Year Anniversary CollectionLADY×LADY 2周年全単体レズ作品集                                                                                                  | LadyxLady Lady-072      | 5 tháng 2 năm 2009    |                                                                   |
| The Lady Panther Deluxe II完全ノーカット版 女怪盗 女豹DX 2 | Attackers Best ATAD-061 | 6 tháng 3 năm 2009    | với An Nanba, Emi Kitagawa, Moe Aizawa &Hikari Hino               |
| Moodyz 2009 tháng 1-tháng 4CollectionMOODYZ 2009年1月～4月作品集 | Moodyz Value MIVD-020   | 1 tháng 7 năm 2009    |                                                                   |
| The Best of Moodyz Popular - Sex For 4 Hours超人気女優のイキまくりSEX4時間<                                                                                             | Moodyz Best MIBD-417    | 13 tháng 7 năm 2009   |                                                                   |
| Cowgirl Position 4 Hours騎乗位4時間 | E-Body MKCK-004         | 13 tháng 7 năm 2009   |                                                                   |
| S1 Girls Collection - Ecstasy! Squirting 4 Hours失神寸前！イカセ潮吹き4時間                                                                                             | S1 ONSD-342             | 19 tháng 7 năm 2009   |                                                                   |
| Moodyz Fan Thanksgiving Day Bako Bako Bus Tour 2009MOODYZファン感謝祭 バコバコバスツアー2009 S級AVギャルのハメまくり大乱交！！                                          | Moodyz Real MIRD-065    | 1 tháng 8 năm 2009    | với 15 diễn viên nữ                                               |
| S1 Girls Collection - Selecting Specially Sex 8 Hours 3ギリモザ特選SEX8時間スペシャル 3                                                                                 | S1 ONSD-342             | 7 tháng 8 năm 2009    | với 23 diễn viên nữ                                               |
| Kiss Intertwined Lips and Tongues - 50 diễn viên nữ 4 Hoursキスがスキ絡み合う女優50人の唇と舌4時間                                                                      | Moodyz Best MIBD-424    | 13 tháng 8 năm 2009   | 50 diễn viên nữ                                                   |
| Beautiful Ass Addiction 4 Hours美尻中毒4時間 | S1 ONSD-350             | 19 tháng 8 năm 2009   | với 19 diễn viên nữ                                               |
| "DAS" Best Hit Collection 8 Hours Vol. 2「 ベストヒットダスッ！8時間 Vol.2                                                                                              | DAS DAZD-020            | 25 tháng 8 năm 2009   | 18 diễn viên nữ                                                   |
| 可愛い顔にデカいオッパイとクビレた腰 MOODYZ特選 絶賛ボディ女優の体液交わる濃密FUCK4時間                                                                                 | Moodyz Best MIBD-428    | 1 tháng 9 năm 2009    |                                                                   |
| S1 Girls Collection - S-Class Actress Sex Service 4 Hours級女優のご奉仕風俗4時間                                                                                        | S1 ONSD-352             | 7 tháng 9 năm 2009    | 26 diễn viên nữ                                                   |
| S1 Girls Collection - Hit the Throat! Cum in Mouth 4 Hoursのどちんこ直撃！口内発射4時間                                                                                 | S1 ONSD-354             | 7 tháng 9 năm 2009    | 24 diễn viên nữ                                                   |
| Lewd Women Squirting & Sex 4 Hoursどスケベ女たちの潮吹きとSEX4時間 | Moodyz Best MIBD-433    | 13 tháng 9 năm 2009   | 20 diễn viên nữ                                                   |
| Deep Kiss Fuckディープキスファック | E-Body MKCK-005         | 13 tháng 9 năm 2009   |                                                                   |
| The Other Side of Moodyz Fan Thanksgiving Day Bako Bako Bus Tour 2009MOODYZファン感謝祭 裏バコバコバスツアー2009 本編未収録！深夜のペニス吸引祭り！！                   | Moodyz Acid MIAD-431    | 1 tháng 10 năm 2009   | 16 diễn viên nữ                                                   |
| S1 Girls Collection - Lewd Wife Squirting 4 Hours潮吹き淫乱若奥様4時間                                                                                                  | S1 ONSD-363             | 7 tháng 10 năm 2009   | 19 diễn viên nữ                                                   |
| Super Hard Piston Big Ass 4 Hours超デカ尻激ピストン4時間 | Moodyz Best MIBD-440    | 13 tháng 10 năm 2009  |                                                                   |
| Specially Selected! Super Popular 特選！超人気女優のゴックンとSEX4時間                                                                                                  | Moodyz Best MIBD-441    | 13 tháng 10 năm 2009  | 20 diễn viên nữ                                                   |
| S1 Girls Collection - Continuously Skewered Debauched Sex 4 Hoursズッポリ串挿し淫乱交尾4時間                                                                            | S1 ONSD-366             | 19 tháng 10 năm 2009  | 24 diễn viên nữ                                                   |
| Lewd Fellation淫乱フェラチオ | Ranmaru TYWD-003        | 19 tháng 10 năm 2009  | 23 diễn viên nữ                                                   |
| Gangbang Rape S-Class強制中出しレイプで輪姦されたS級女優4時間 | DAS DAZD-021            | 25 tháng 10 năm 2009  | 6 diễn viên nữ                                                    |
| Moodyz 2009 tháng 5-tháng 8 CollectionMOODYZ 2009年5月～8月作品集 | Moodyz Value MIVD-021   | 1 tháng 11 năm 2009   |                                                                   |

### Phim điện ảnh
- Invitation Only (Tuyệt Mệnh Phái Đối), Đạo diễn: Kevin Ko, Three Dots Entertainment Co. Ltd., Đài Loan - tháng 8 năm 2008
- Menculik Miyabi, Findo Purwono HW, Maxima Pictures., Indonesia - 2009
- Hantu Tanah Kusir, Findo Purwono HW, Maxima Pictures., Indonesia - 2010
- Nilalang (Thực thể), VIVA Films, Philippines - 2015 [20]

### V-Cinema
- Maid's Room: Return of the Master (メイドの部屋 ～お帰りなさいませ、ご主人様～?) (tháng 4 năm 2007)
- Kekkō Kamen Royale (けっこう仮面 ロワイヤル?) (tháng 5 năm 2007)
- Kekkō Kamen Premium (けっこう仮面 プレミアム?) (tháng 6 năm 2007)
- Kekkō Kamen Forever (けっこう仮面 フォーエバー?) (tháng 7 năm 2007)
- Erotibot (華麗なるエロ神家の一族　-深窓令嬢は電気執事の夢をみるか- Karei naru erogami-ke no ichizoku: Shinsō reijō wa denki shitsuji no yume o miru ka?) (tháng 11 năm 2011)
- Tokyo Species (tháng 2 năm 2012)

### Phim truyền hình
Tokumei Kakarichō Tadano Hitoshi (特命係長・只野仁) – TV Asahi.

## Album ảnh
- 小澤マリア1st.写真集 X・Star （Maria Ozawa's 1st Photobook – X・Star） – 23 tháng 5 năm 2006, 彩文館出版 (ISBN 4-7756-0129-6)